# Mistrzostwa Świata w Zapasach 1953
Mistrzostwa Świata w Zapasach 1953 odbyły się w mieście Neapol (Włochy).

## Styl klasyczny
| Konkurencja: | Złoto             | Srebro          | Brąz             |
| ------------ | ----------------- | --------------- | ---------------- |
| -52 kg       | Boris Guriewicz   | Ahmet Bilek     | Maurice Mewis    |
| -57 kg       | Artiom Terian     | Imre Hódos      | Giovanni Cocco   |
| -62 kg       | Olle Anderberg    | Umberto Trippa  | Elie Naasan      |
| -67 kg       | Gustav Freij      | Kyösti Lehtonen | Szazam Safin     |
| -73 kg       | Georgij Chatwojan | Miklós Szilvásy | Franco Benedetti |
| -79 kg       | Giwi Kartozia     | Axel Grönberg   | Kalervo Rauhala  |
| -87 kg       | August Englas     | Kelpo Gröndahl  | Kurt Rusterholz  |
| +87 kg       | Bertil Antonsson  | Johannes Kotkas | Guido Fantoni    |

## Tabela medalowa
| Lp. | Państwo    | Złoto | Srebro | Brąz |
| --- | ---------- | ----- | ------ | ---- |
| 1   | ZSRR       | 5     | 1      | 1    |
| 2   | Szwecja    | 3     | 1      | 0    |
| 3   | Finlandia  | 0     | 2      | 1    |
| 4   | Węgry      | 0     | 2      | 0    |
| 5   | Włochy     | 0     | 1      | 3    |
| 6   | Turcja     | 0     | 1      | 0    |
| 7   | Liban      | 0     | 0      | 1    |
|     | Szwajcaria | 0     | 0      | 1    |
|     | Belgia     | 0     | 0      | 1    |